# 倭刀
倭刀，又稱雙手刀、雙手帶，古稱單刀，中國古代對日本刀或仿製日本刀而成的刀械的稱呼，在宋朝時傳入，明朝時興盛。主要源自日本野太刀，與中國單刀相比，長度較長，其刀柄也較長，需用兩手持握。以倭刀為主的中國武術，稱倭刀、單刀術或倭刀術。在民國時，發展出苗刀。

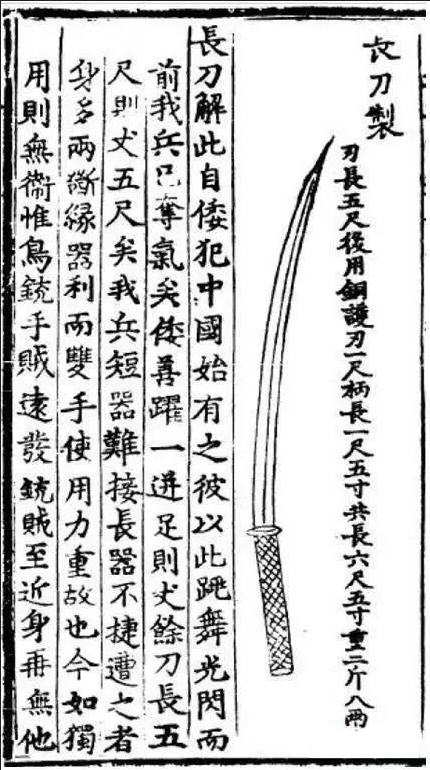
《紀效新書》第二版14卷本中記載的倭寇與明軍的長刀

## 歷史
就文獻所知倭刀最早傳入中國是在於宋代，但當時只是當作收藏品一樣的使用。
倭刀顯現了日本鑄劍技術在中古至近代的優秀品質。在明朝洪武年間，錦衣衛在大將軍藍玉官邸內，搜出近萬把日本武士刀，朱元璋即以謀反罪逮捕藍玉，處決相關謀反人士萬餘人；明军在外出作战时，也有相当比例的部队装备来自兵仗局所打造的或購自日本的倭刀。
倭刀是明朝末年產生的重大的軍事變革產物。當時中國沿海的明朝軍與內戰後出國流亡搶劫的日本武士集團倭寇交戰時，原本使用的兵器難以與倭寇使用的刃長達五尺日本刀中的野太刀對抗。抗倭名將戚繼光曾有「長兵不捷，短兵不接，身多兩斷！」之嘆。故習彼之長以治彼，仿製過來且做適合中國的改良與之對抗。
倭寇成為明朝軍隊心頭大患的原因，主要的原因是倭寇很重視日本刀本身的性能。幾位有先見之明的將領認為，倭寇使用倭刀上，身法輕盈敏捷、刀身又鋒利，在許多方面皆占盡優勢，無往不利。
明朝崇禎年間宋應星著作《天工開物》提及“倭刀出鞘，暗室生輝”之讚許。
倭刀原本流行在江浙閩南一帶，但是在中國北方京津一帶，及東北關外地方，有少數武術家以家族傳承的方式在研習雙手刀法。在北方，稱呼它為雙手刀，或雙手帶。戚繼光及戚家軍被明朝政府移防至北方山海關鎮邊，以及，清初，鄭成功的軍隊在降清後，被移防至關外，被認為是雙手刀法北傳的起因。在北方，倭刀大部份是跟通背拳一起被傳授，在形意拳門下，也有雙手刀的傳授。
寫於清朝中葉的小說《兒女英雄傳》中，作者文康於小說中稱呼女主角十三妹的兵器是倭刀，可見倭刀的名稱在清朝中葉仍然盛行。直到清朝中期，倭刀仍然是軍隊中綠營的制式裝備。但未被八旗使用。至清朝末年，疑因清軍以八旗騎兵為重，於馬上使用不便的雙手長刀較不被重視且無必要性，步兵使用的腰刀也逐漸被步兵騎兵兩用的單手刀統一，雙手長刀不再見於清軍中。雙手刀術也只僅於民間武術家中流傳。

民國初年，曹錕在河北滄州召募武術人才，設置武術營，聘請劉玉春、任相榮等任教習，傳授雙手刀法，命名為「苗刀」，武術營因此又被外界稱為「苗刀營」。繼承了流傳於中國雙手刀法的20世紀中國武術家．馬明達考察，認為民國初年將倭刀的傳統「單刀」稱呼改名為「苗刀」，可能是為了避免與其他刀類兵器混淆，以及（因顧慮國際關係）對日本刀的忌諱。此後中國武術界逐漸將雙手長刀統稱為「苗刀」，較少使用「倭刀」稱呼。但獲得明確固有名稱的「苗刀」則知名度獲得提升，逐漸廣為所知。

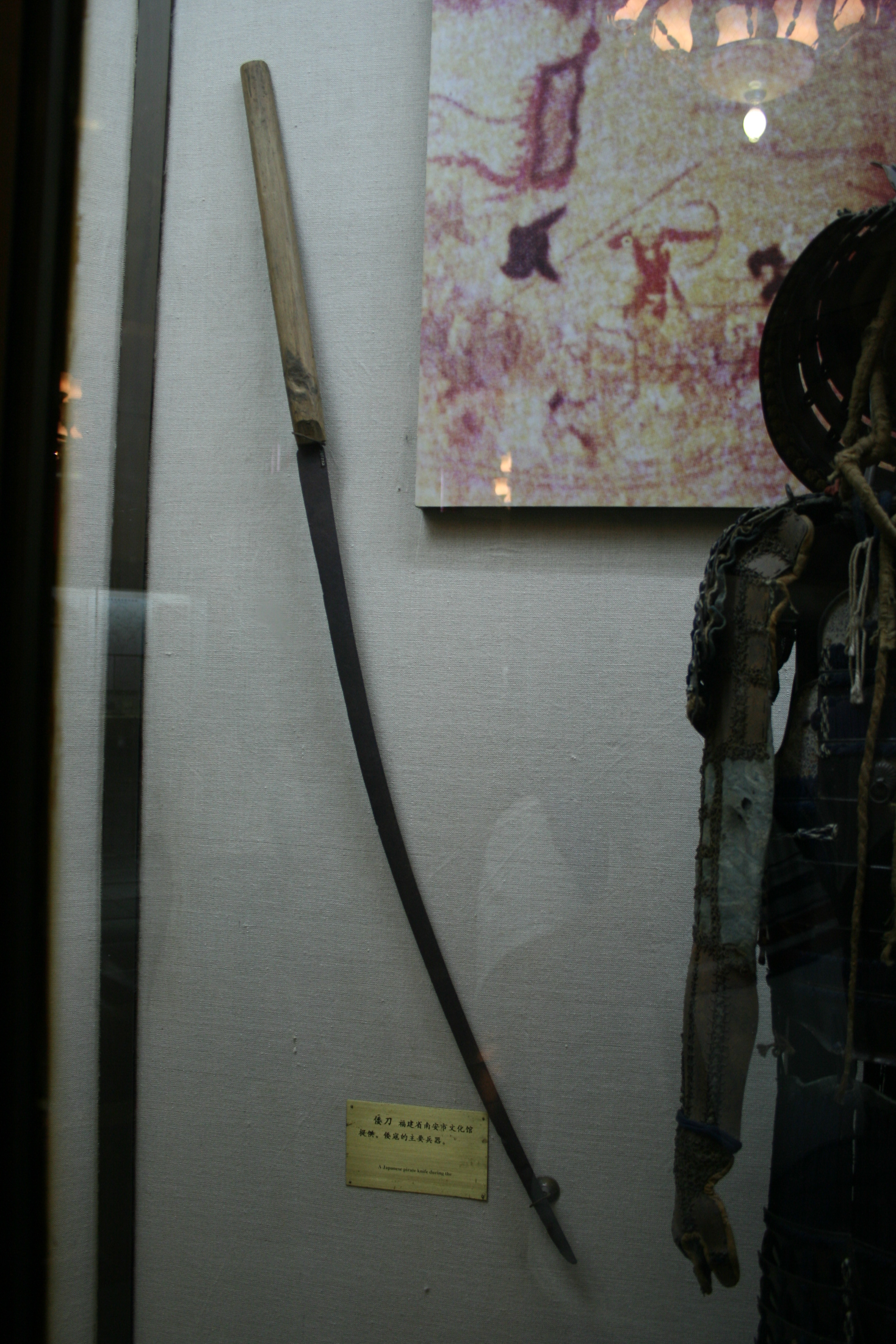
中國博物館所展示的現存長大倭刀
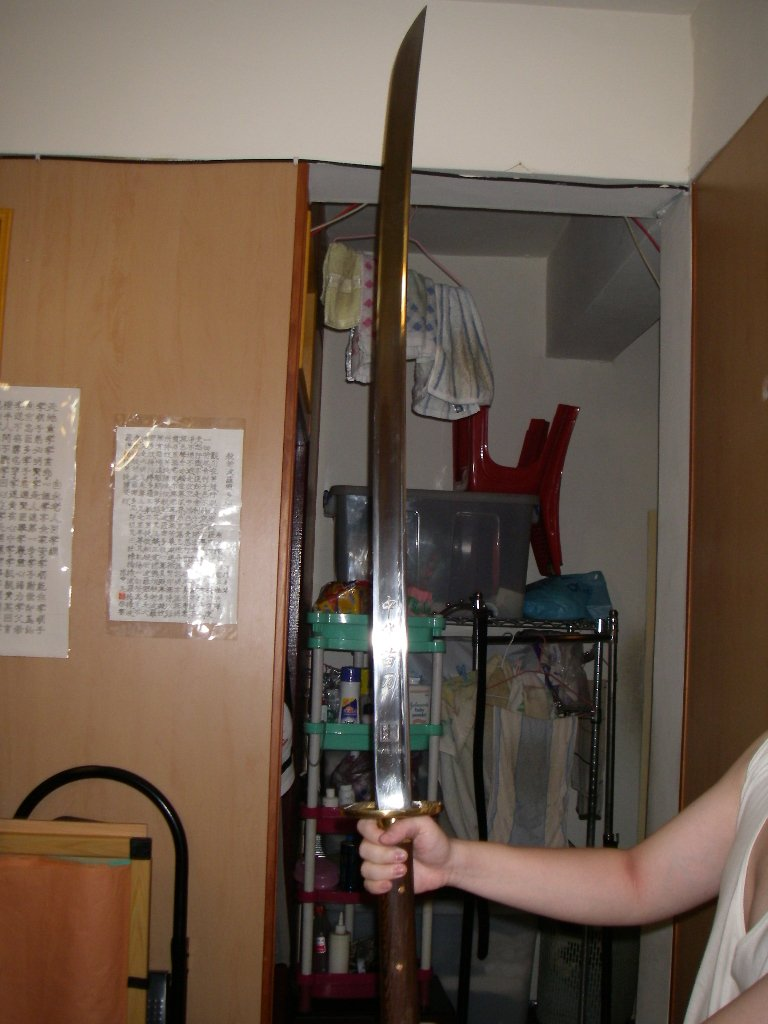
從倭寇使用的長刀發展而來，21世紀現代中國武術所使用的苗刀。
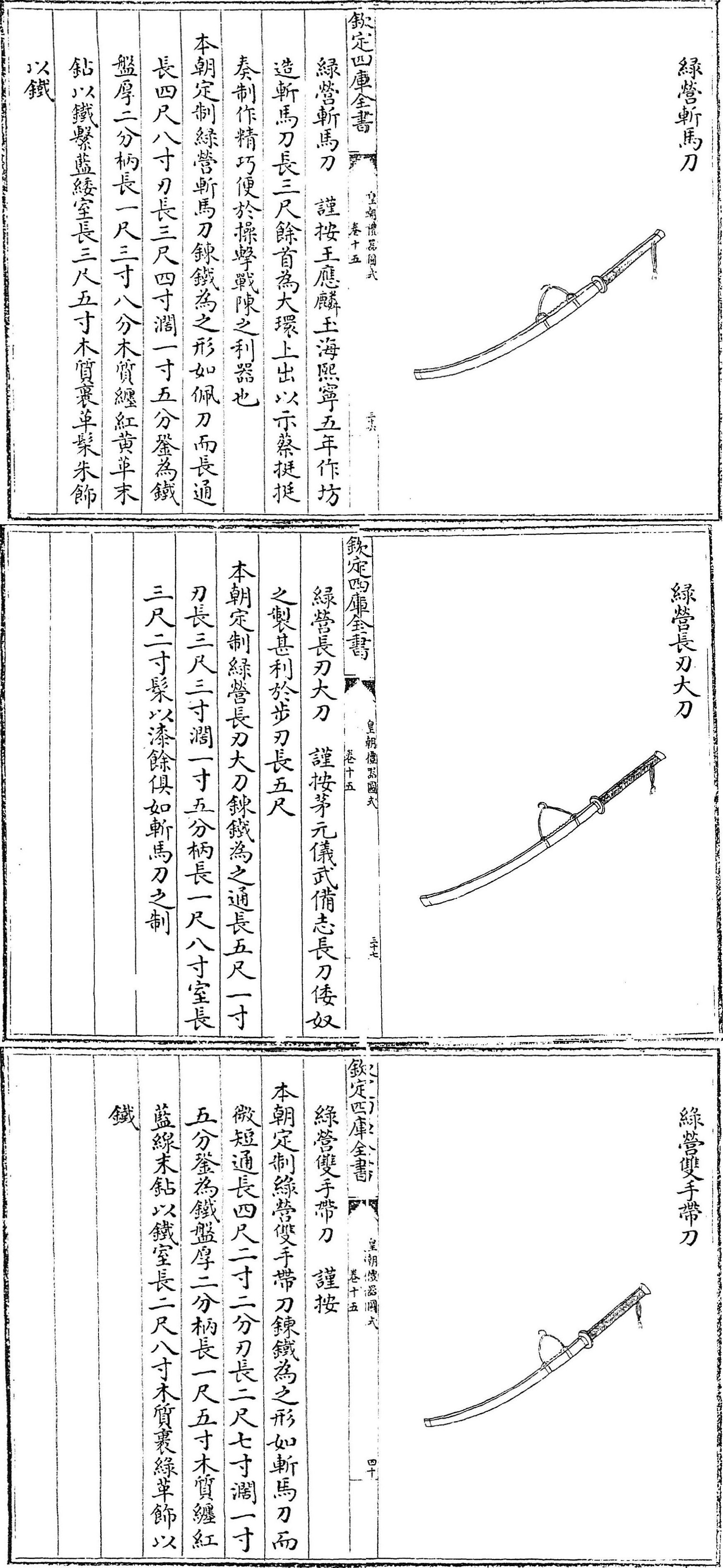
《皇朝禮器圖式》卷十五所記載之綠營倭刀式雙手長刀三種，由長度推測主要為純雙手使用。
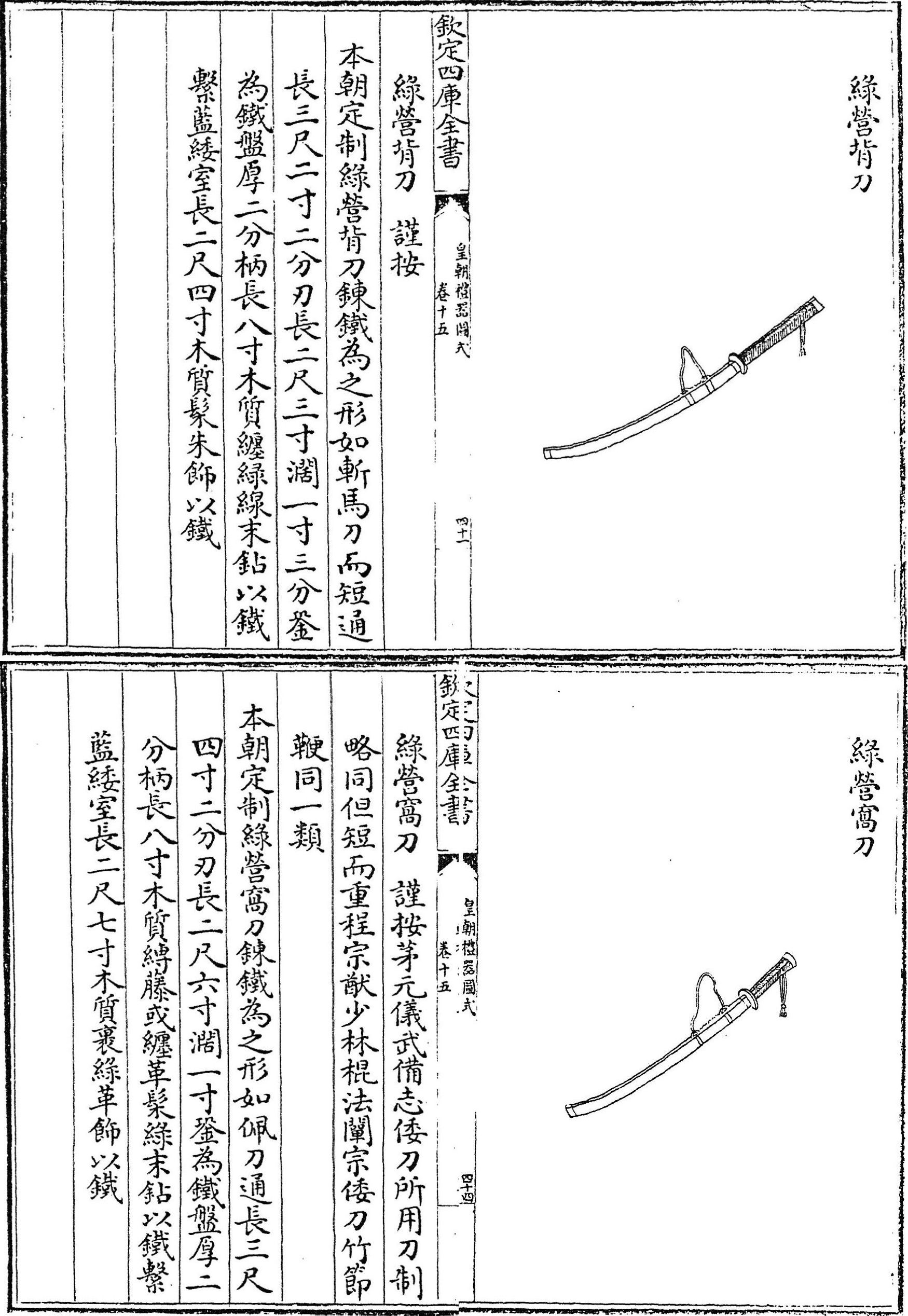
《皇朝禮器圖式》卷十五所記載之綠營倭刀式雙手刀二種，長度與日本刀的打刀接近，推測為單手雙手兩用。

## 刀法
明代兵書《武備志》記載，名將戚繼光在辛酉年（1561年）與倭寇的對戰中取得了《影流之目錄》，在研究推演後寫成了一部刀法，後人稱之為《辛酉刀法》，兩法一併被茅元儀收錄於《武備志》。1621年程宗猷寫的《單刀法選》記載，其刀法源於日本人，其師浙江人劉雪峰盡得日本人真傳。以後也有1644年吳殳譜寫《單刀圖說》。

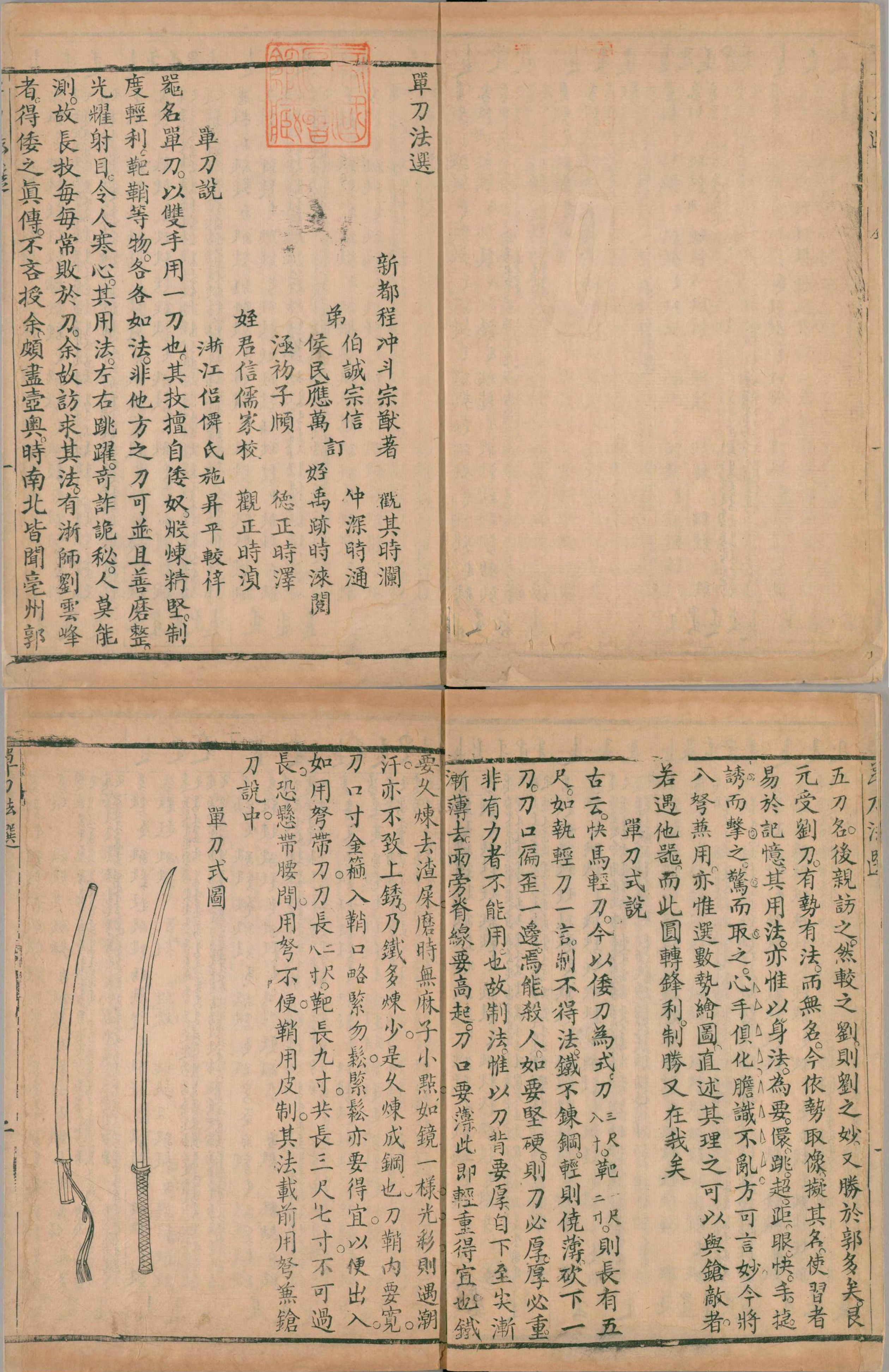
明代武術家程宗猷所著武術書《單刀法選》開頭，將自倭人傳入的日本長刀，記載為「單刀」。書中記載之「單刀」形制為刃長三尺八寸，全長五尺。